# Marina Rinaldi
Marina Rinaldi es una casa de moda italiana de propiedad de Max Mara Fashion Group especializada en la creación de prendas de moda para mujeres de talla superior a los 46.
Posee más de 300 tiendas en las calles más importantes de las principales ciudades del mundo: Wilshire Boulevard en Beverly Hills, Madison Avenue en Nueva York, Old Bond Street en Londres, Corso Vittorio Emanuele en Milán, y Avenida Presidente Masaryk en la Ciudad de México.

## Historia
Nace en el 1980 y toma su nombre de la bis-bisabuela del presidente fundador de Max Mara Fashion Group, el caballero Achille Maramotti, que, en el 1850, poseía una casa de moda en la ciudad de Reggio Emilia.
Desde el 1984, sus cortas están presentes también en los mercados internacionales con puntos de venta en París, Tokio, Moscú, Düsseldorf y Madrid.
Antes de que naciera Marina Rinaldi no existía alguna empresa que se ocupase de las mujeres que estaban impedidas de vestir a la moda. Es así que, durante los años, han nacido diferentes colecciones para satisfacer cualquiera exigencia de las mujeres «plus» y que al mismo tiempo reflejaban las tendencias de la moda.
Desde la primavera-verano de 2011, Marina Rinaldi decide presentar MR Denim Collection: la colección dedicada a los vaqueros. 7 modelos para 7 fit diferentes.

## Publicidad

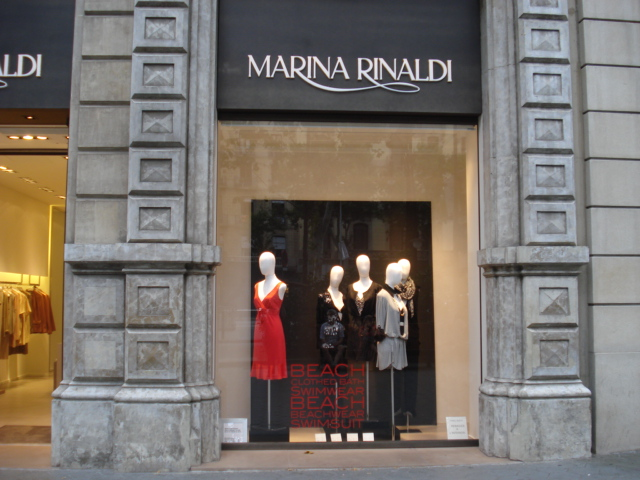
Tienda Marina Rinaldi

En 1981 comienza el proyecto de comunicación Marina Rinaldi.
Desde las primeras campañas publicitarias realizadas junto a Emanuele Pirella, la marca desarrolla un concepto pionero en un sector en el que la comunicación dedicada a las tallas grandes no existía. El objetivo inicial es el de presentar el nacimiento de una línea de ropa capaz de responder a las exigencias de mujeres hasta entonces dejadas de lado por la moda y por los estilistas. 
Marina Rinaldi introduce por primera vez como pie de anuncio la expresión «Tallas cómodas», sustituyendo la tradicional «tallas grandes», utilizada hasta ese momento para describir este tipo de producto.
Para adscribirse a la tendencia de comunicación de moda, Marina Rinaldi ha recurrido a los objetivos de los más importantes fotógrafos del mundo, como por ejemplo: Fabrizio Ferri, Arthur Elgort, Christian Moser, André Carrara, Eamon Mc Cabe, Max Cardelli, Peter Lindbergh, Patrick Demarchelier, Greg Kadel, Craig McDean. Estos últimos dan valor a Mujeres Auténticas, de fuerte personalidad, que se convierten en modelos para la casa de moda, como por ejemplo: Rosemary Mc Grotha desde la temporada OI 1996 durante dos años; India Hicks desde la OI '98 hasta la OI 2000; Isabelle Townsed desde la PV 2001 a la OI 2001; Carré Otis desde la PV 2002 hasta la OI 2003; Kate Dillon para las campañas sucesivas hasta la temporada PV 2008.
Desde el otoño de 2009, Tatjana Patitz es la nueva imagen de Marina Rinaldi. Musa de los más importantes fotógrafos de moda e icona de los estilistas más importantes del mundo, Tatjana vuelve en le mundo de la Moda para Marina Rinaldi.
Para la colección MR Denim collection, la testimonial es Crystal Renn, Top model con curvas. Un artículo dedicado a ella.

## MR Characters
En los años noventa, Marina Rinaldi decide presentar su propio estilo de vida a través de una revista de moda. Así nace en 1991 MR Characters, publicación de empresa de la marca, la primera revista italiana totalmente dedicada a las exigencias de las mujeres de curvas abundantes. 
El primer número de este semestral gratuito se distribuye en 1992 en los puntos de venta Marina Rinaldi de todo el mundo, con una tirada de 450 000 ejemplares, y se traduce al inglés, español y francés. 
MR Characters presenta contenidos sobre moda, diseño, literatura, arte, cocina, viajes, belleza y bienestar.